# 孙伟瑄
拿督孙伟瑄（1979年9月14日—），马来西亚从政者，为马来西亚全民党创办人兼现任主席，现任如楼国会议员和马来西亚木材工业委员会（MTIB）主席。
他曾担任砂拉越州议会柏拉固州议员（2001－2011）。孙伟瑄从2001年从政开始曾加入砂拉越达雅党、砂人民党和砂工人党，期间曾任党务包括砂拉越达雅党的最高理事会成员、砂人民党副秘书及砂工人党主席。2004年至2011年间，他在砂拉越国阵政府内阁中担任助理部长。2014年，他宣布暂时退出政坛。
他自2018年起担任砂拉越如楼国会议员，并加入人民公正党成为最高理事，期间受委公正党砂州主席和马来西亚胡椒委员会（MPB）主席。2月28日，他与锺少云宣布退出公正党成为独立人士议员，并表态支持慕尤丁领导的国民联盟政府。然后他在国盟和国阵组成的两个不同的政权内担任马来西亚棕榈油委员会（MPOC）主席，并在同年创立了全民党，他担任创始主席。而在第15届大选之后，他带领全民党支持安华·依布拉欣领导的团结政府，并加入执政派阵营，期间受委马来西亚木材工业委员会 (MTIB) 主席。

## 个人背景

### 早年生活和教育
孙伟瑄于1979年9月14日在台湾台北市出世，其家族是马来西亚砂拉越加帛当地显赫的政治世家，父亲孙志桦曾在1995年至1999年担任一届如楼国会议员，之后在1991年至2001年担任两届加帛柏拉固（Pelagus）州议员，他也是当地著名的企业家。他的祖父孙振裕是1960年代砂拉越刚加入马来西亚时，第一批代表砂州受委进入国会的议员。
2001年，孙伟瑄成立同名基金会，初期的资金为100万令吉。该基金会长期以来，一直为砂拉越拥有文凭和学位资格的人提供教育基金。除此之外，基金会也为转诊到诗巫医院的患者以及死者家属提供帮助，以减轻他们的负担。孙伟瑄在担任州议员时也以基金会为长屋社区的人民提供经济上的帮助。
孙伟瑄于2006年迎娶27岁的陈梅（May Ting），后者是砂拉越州富豪丹斯里陈伯勤（Ting Pek Khiing）与蔡佑兰（Chai Yu Lan）的长女。两人是在2013年建设美里机场的项目中相识。孙伟瑄是英国伦敦经济学院的毕业生，其妻子是新加坡国立大学的政治与经济学毕业生，也拥有澳大利亚大学的经济硕士学位。

## 政治生涯

### 砂拉越州议员（2001－2011）
孙伟瑄于2001年22岁时加入了砂拉越达雅党（PBDS），并于同年接任其父代表国阵上阵砂拉越州选的柏拉固州议席，并顺利当选。自砂拉越达雅党主席拿督廖莫宜于2003年辞职后，引发该党丹尼尔达仁和詹姆士玛欣两个派系的内斗，而孙伟瑄的父亲孙志桦是属支持詹姆士玛欣派系。直到砂拉越达雅党因党争而于2003年12月5日遭吊销党注册证之后，由同属砂拉越达雅党出身的孙志桦联手詹姆士玛欣创立砂拉越人民党（PRS），由詹姆士玛欣担任党主席职，孙志桦出任党署理主席。孙伟瑄随后也于2004年加入砂拉越人民党。他也在同年获得时任砂拉越首席部长泰益玛目钦点为工业发展部助理部长，当时他年仅25岁，成为砂州历来最年轻的助理部长。
在2006年的砂州选举中，孙伟瑄以国阵砂人民党候选人，竞选并成功守住柏拉固州议席。他在党内期间担任砂拉越人民党的副秘书。之后在为期两年的党争中，孙伟瑄于2007年6月遭詹姆士玛欣领导的当权派开除，成为独立人士。砂人民党主席詹姆士玛欣坚决指柏拉固为该党的选区，而孙伟瑄已非该党党员，因此下届州选举将会上阵该区。在2011年砂拉越州选举中，孙伟瑄因为党争问题没有被党推荐。但他的竞争对手国阵人民党的史丹利益达在州选却败给独立人士佐治拉贡（George Ak Lagong），而后者与孙伟瑄是亲戚关系，受视为孙伟瑄打代理战。尽管他无党籍，但他依然获得砂拉越首席部长泰益玛目的重视，并在2011年被委任砂拉越首长署青年事务顾问，负责青年和培训任务，但也引起哥打圣淘沙州议员张健仁对委任的质疑和非议。他在任內也担任砂拉越会议局（SCB）和砂拉越古晋会议中心(BCCK）的副主席。
2012年3月，孙伟瑄与其叔叔佐治拉贡州议员组织砂拉越工人党（SWP），并担任创始主席，而其父亲孙志桦担任该党顾问职，他也随即辞去了首长署青年事务顾问的职务。之后在同年5月5日举行的砂拉越国会选举中，孙伟瑄领导的砂拉越工人党扛著亲国阵的旗帜，对前上司詹姆士玛欣领导的砂拉越人民党公开宣战，并派员攻打工人党的6个传统选区，孙伟瑄负责出战鲁勃安都国席。而选举结果是他领导的砂拉越工人党（SWP）在这场对垒砂国阵的砂人民党（PRS）和砂民联的砂人民公正党（PKR）的三角混战中皆全军覆没。孙伟瑄在州选后的9月1日新闻发布会上发表观点时表示，他领导的砂工人党在州选举议席的竞争中，与其他砂拉越政党都很友好，除了砂拉越人民党。但强调该党没有针对砂拉越人民党的私人恩怨，只是要为人民提供更好的选择和服务，并向国阵的政党阵营示好。
2016年4月20日第11届砂拉越州選舉即将开始之际，孙伟瑄宣布辞卸砂工人党主席之职及退选加帛武吉哥朗选区的竞选资格。他解释说自己辞职和退出砂工人党，是因为他觉得在砂工人党看不到未来，同时表示将暂时不涉及政治，以等待良机重回国阵。他之后坦言之所以忽然宣布辞去砂工人党主席之职，是受到时任副首相阿末扎希的劝告和分析砂拉越政坛的局势后，同时因为对人民公正党和民主行动党在砂拉越州选的互相竞争，令他对在野党感到失望，才转向支持国阵。

### 国会议员（2018年至今）
在2018年马来西亚大选中，孙伟瑄获得人民公正党让路，以独立人士的身份攻打如楼国会议席，获得1万105张选票胜出，并在胜选的3天后加入公正党。之后在同年9月至11月被誉为创党以来最激烈的公正党党选中，孙伟瑄成功在88名竞选人中脱颖而出，跻身为20名票选最高理事之一。他之后接受《当今大马》专访时解释，他原本是抗拒参与公正党党选，后来经署理主席候选人拉菲兹的劝告下，才选择加入拉菲兹阵营的竞选名单。他在担任如楼国会议员期间，于2018年8月至2020年4月担任联邦园坵与原产业部属下的马来西亚胡椒委员会（MPB）的主席。
2020年3月，孙伟瑄接替在2月28日受到政治变局影响而出走的前砂拉越公正党主席巴鲁比安的职位，并在4月公布联委会名单。之后在同年12月21日，他突然公开宣布辞去砂拉越党主席职位引起公正党内部震惊。他解释本身在经过深思熟虑后，认为砂公正党应由达雅领袖代领下迎战砂州选举是最有利，原因是砂拉越以达雅选民居多。然而在六天后的12月27日，他与公正党主席安华·依布拉欣详谈之后，他宣布撤回辞职的决定，并继续留任公正党砂拉越主席。
在2021年2月26日，公正党妇女组主席阿妮丝巴丹在一场视讯会议上，告知与会者孙伟瑄已经辞去砂拉越公正党主席的职位。2月28日，孙伟瑄与同属公正党党员的地不佬区锺少云一同宣布退党，他们解释退党的理由都是为了要在国会选区服务。随后，他以独立议员的身份，宣布全力支持首相慕尤丁领导的国民联盟。公正党中央理事会同日则发文告批评此举是背叛选民行为，宣布革除2人的党籍。但不同于地不佬区的锺少云事后被公正党指责违反该党国会议员在大选前签署的反跳槽协议，因为孙伟瑄是在2018年全国选举中，以独立人士的身份赢下如楼国会议席，因此他不受此协议约束。孙伟瑄之后接受《星洲》百格时事访问时进一步透露退党原因，他认为分裂的希盟已经无法在来届的全国大选重掌布城。
2021年10月1日，孙伟瑄接代因中风入院的奥斯曼沙比安的职位，担任马来西亚棕榈油委员会（MPOC）的主席。2023年3月23日，在棕榈油委员会宣布新任主席的任期定于5月1日生效之后，孙伟瑄在该职位的任期也在同年4月30日正式结束。
2021年11月19日，孙伟瑄与柔佛地不佬区国会议员锺少云接受《当今大马》访问时宣布，两人将组建一个注重妇女和青年的新政党「马来西亚全民党」（PBM）。不过在2天后，孙伟瑄在与砂工人党理事会商量后，正式接管砂拉越工人党（SWP）改名为马来西亚全民党的延伸政党。他在同日与砂工人党的宣传影片中，表示全民党于10月27日已经获得社团注册局的批准，而他暂时担任该党的署理主席。
2022年1月8日，全民党在召开特大会议后，孙伟瑄被推选为该党首届主席，他也发表未来该党的目标是成为国阵的一份子。孙伟瑄表示，他将领导全民党全力支持由国阵领导的政府，因为国阵除了拥有治国经验，组织结构也相当稳定，并计划加入该联盟。
同年10月初，孙伟瑄在全民党的内部会议中被解除该党主席职务，不过他否认辞退。他表示只有在进行正当程序下才能进行适当的职位移交，其依仍是该党主席。之后在10月8日，孙伟瑄在全民党最高理事会一致同意下，正式被解除该党主席的职位，改由祖莱达接替。不过在10月27日，孙伟瑄在Facebook发文坚称他从未辞去党主席职务，并表示全民党发表关于第15届大选侯选人的文告是不正确的。然后在另一篇文章中，他援引党章谴责全民党最高理事会在他不在场的情况下任命祖莱达的决定，并宣布冻结该党秘书长诺希兹旺（Nor Hizwan Ahmad）和宣传主任扎卡里亚·阿都哈密（Zakaria Abdul Hamid）的党籍。之后亦宣冻结祖莱达与12名全民党最高理事会成员的资格。全民党随着敦促孙伟瑄出席下一次的最高理事会会议，以澄清他对党主席职位的争议。后来他与祖莱达在社团注册局（RoS）会面后，双方宣布关于该党主席职位的争执已经解决，孙伟瑄继续担任该党主席。之后在参与2022年全国大选中，他成功在捍卫如楼国会议席的4角战中以1,340多数票击败对手，也是全民党在选举中唯一取得胜利的议席。
2023年5月5日，孙伟瑄获得政治委任取代伊斯兰党希山慕丁阿都卡林的职位，受委担任种植及原产业部属下的法定组织的马来西亚木材工业委员会（MTIB）主席。孙伟瑄向《婆罗洲邮报》告知该任命时指出，他是在同年4月接到委任并生效的。

## 轶事
孙伟瑄在2018年11月24日向马来西亚反贪污委员会申报自己和配偶的资产总额为1178万5477令吉，被视为是砂拉越最富有的国会议员，同时在2018年希盟10大最富有的国会议员之中排名第7位。2019年5月20日，马来西亚反贪污委员会再次公布希盟10大最富有的议员之中，孙伟瑄总资产约1178万令吉排在第10名。

## 选举成绩
| 年份 | 选区       | 候选人 | 候选人             | 得票数 | 得票率 | 竞选对手                       | 竞选对手                       | 得票数 | 得票率 | 总票数 | 多数票 | 投票率 |
| ---- | ---------- | ------ | ------------------ | ------ | ------ | ------------------------------ | ------------------------------ | ------ | ------ | ------ | ------ | ------ |
| 2001 | N48 柏拉固 |        | 孙伟瑄（砂达雅党） | 7,418  | 76.77% |                                | Ling Kok Hong（独立人士）      | 1,155  | 11.95% | 9,786  | 6,263  | 73.00% |
| 2001 | N48 柏拉固 |        | 孙伟瑄（砂达雅党） | 7,418  | 76.77% | Jeffery Nuing Ebom（独立人士） | 1,011                          | 10.46% |        | 9,786  | 6,263  | 73.00% |
| 2001 | N48 柏拉固 |        | 孙伟瑄（砂达雅党） | 7,418  | 76.77% | Chua Bee Hun（独立人士）       | 40                             | 0.41%  |        | 9,786  | 6,263  | 73.00% |
| 2001 | N48 柏拉固 |        | 孙伟瑄（砂达雅党） | 7,418  | 76.77% | Lee Hun Tak（独立人士）        | 39                             | 0.40%  |        | 9,786  | 6,263  | 73.00% |
| 2006 | N54 柏拉固 |        | 孙伟瑄（砂人民党） | 5,965  | 64.61% |                                | Jeffery Nuing Ebom（独立人士） | 2,726  | 29.53% | 9,401  | 3,239  | 67.64% |
| 2006 | N54 柏拉固 |        | 孙伟瑄（砂人民党） | 5,965  | 64.61% | Simon Sibat（砂国民党）        | 541                            | 5.86%  |        | 9,401  | 3,239  | 67.64% |

| 年份 | 选区                 | 候选人 | 候选人             | 得票数 | 得票率 | 竞选对手                     | 竞选对手             | 得票数 | 得票率 | 总票数 | 多数票 | 投票率 |
| ---- | -------------------- | ------ | ------------------ | ------ | ------ | ---------------------------- | -------------------- | ------ | ------ | ------ | ------ | ------ |
| 2013 | 砂拉越 P203 鲁勃安都 |        | 孙伟瑄（砂工人党） | 4,187  | 27.92% |                              | 威廉雅劳（砂人民党） | 8,278  | 55.21% | 15,166 | 4,091  | 78.57% |
| 2013 | 砂拉越 P203 鲁勃安都 |        | 孙伟瑄（砂工人党） | 4,187  | 27.92% | 尼可拉斯巴威（公正党）       | 2,530                | 16.87% |        | 15,166 | 4,091  | 78.57% |
| 2018 | 砂拉越 P209 如楼     |        | 孙伟瑄（独立人士） | 10,105 | 55.28% |                              | 佐瑟沙朗（砂人民党） | 8,174  | 44.72% | 18,569 | 1,931  | 73.16% |
| 2022 | 砂拉越 P209 如楼     |        | 孙伟瑄（全民党）   | 9,159  | 40.64% |                              | 佐瑟沙朗（砂人民党） | 7,819  | 34.69% | 25,380 | 1,340  | 65.59% |
| 2022 | 砂拉越 P209 如楼     |        | 孙伟瑄（全民党）   | 9,159  | 40.64% | Elly Lawai Ngala（独立人士） | 5,224                | 23.18% |        | 25,380 | 1,340  | 65.59% |
| 2022 | 砂拉越 P209 如楼     |        | 孙伟瑄（全民党）   | 9,159  | 40.64% | Susan George（砂达雅党）     | 355                  | 1.49%  |        | 25,380 | 1,340  | 65.59% |

## 个人荣誉

### 封衔
- 马六甲
  -  马六甲成员勋章 (DPSM) - 拿督  (2022)[57]